# Lijst van beschermd erfgoed in Terhulpen
Onderstaande tabel geeft een overzicht van de beschermde erfgoederen in de gemeente Terhulpen. Het beschermd erfgoed maakt deel uit van het cultureel erfgoed in België.
| Object | Bouwjaar/architect | Deelgemeente | Adres | Coördinaten                   | Nummer?                | Afbeelding |
| --- | ------------------ | ------------ | ----- | ----------------------------- | ---------------------- | --- |
| Toren, het hoge schip en het koor van de kerk Saint-Nicolas, te Terhulpen |                    |              |       | 50° 43' 53" NB, 4° 29' 26" OL | 25050-CLT-0001-01 Info | Toren, het hoge schip en het koor van de kerk Saint-Nicolas, te Terhulpen                                                                                       |
| Domaine van Solvay, te Terhulpen |                    |              |       | 50° 44' 44" NB, 4° 26' 44" OL | 25050-CLT-0002-01 Info | Domaine van Solvay, te Terhulpen |
| Ensemble van het domein "Longfond", te Terhulpen |                    |              |       | 50° 44' 44" NB, 4° 26' 44" OL | 25050-CLT-0003-01 Info | Ensemble van het domein "Longfond", te Terhulpen |
| Ensemble van het domein Nysdam en omliggende terreinen |                    |              |       | 50° 43' 37" NB, 4° 27' 23" OL | 25050-CLT-0004-01 Info | |
| Vallei van de Zilverbeek: stroom van de beek en rietvelden in Gaillemarde vanaf de Brusselse Steenweg tot de Rue F. Dubois, daarbij inbegrepen de grote vijvers                                                               |                    |              |       | 50° 43' 21" NB, 4° 26' 12" OL | 25050-CLT-0006-01 Info | Vallei van de Zilverbeek: stroom van de beek en rietvelden in Gaillemarde vanaf de Brusselse Steenweg tot de Rue F. Dubois, daarbij inbegrepen de grote vijvers |
| Pomp van Victor Horta, op het domein Solvay te Terhulpen |                    |              |       | 50° 43' 60" NB, 4° 27' 34" OL | 25050-CLT-0007-01 Info | |
| Ensemble van het Zoniënwoud en het Bois des Capucins, op het grondgebied van de gemeentes Oudergem, Duisburg, Hoeilaart, Terhulpen, Sint-Genesius-Rode, Tervuren, Ukkel, Waterloo, Watermaal-Bosvoorde en Sint-Pieters-Woluwe |                    |              |       | 50° 43' 48" NB, 4° 25' 10" OL | 25050-CLT-0008-01 Info | |
| Het domein van Solvay |                    |              |       | 50° 44' 44" NB, 4° 26' 44" OL | 25050-PEX-0001-01 Info | Het domein van Solvay |
| Ensemble van het domein Nysdam en het omliggende terrein |                    |              |       | 50° 43' 37" NB, 4° 27' 23" OL | 25050-PEX-0002-01 Info | |
| Gebied van het Zoniënwoud |                    |              |       | 50° 43' 48" NB, 4° 25' 10" OL | 25050-PEX-0003-01 Info | |